# Linea principale Shin'etsu
La linea principale Shin'etsu (信越本線?, Shin'etsu-honsen) è costituita da due segmenti ferroviari operati dalla  East Japan Railway Company (JR East) in Giappone. La parte principale della linea unisce la stazione di Shinonoi, nella prefettura di Nagano con la stazione di Niigata, nella prefettura omonima, offrendo diversi interscambi con altre linee ferroviarie, come la linea principale Hokuriku. L'altra sezione della ferrovia unisce invece la stazione di Takasaki nella prefettura di Gunma con la stazione di Yokokawa, nella medesima prefettura. Sono inoltre presenti tre diramazioni merci, da Echigo-Ishiyama allo scalo merci di Niigata, da Kami-Nuttari a Nuttari e da Kami-Nuttari a Higashi-Niigata-kō. Il nome della linea ferroviaria proviene dagli antichi nomi delle prefettura di Nagano e Niigata, rispettivamente Shinano (信濃) e Echigo (越後).
La separazione dei due segmenti ferroviari deriva dall'abbandono della sezione fra Yokokawa e Karuizawa, e dalla messa in concessione di un tratto di ferrovia fra Karuizawa e Shinonoi alla ferrovie Shinano, entrambi avvenuti dal 1º ottobre 1997 con l'apertura del Nagano Shinkansen fra Takasaki e Nagano. La sezione abbandonata transitava per il passo di Usui ed era famosa per il gradiente del 66,7‰.
Nel 2014 verrà prolungato l'Hokuriku Shinkansen fino a Kanazawa, e si prevede di privatizzare ulteriormente un'altra sezione di linea fra Nagano e Naoetsu.

## Stazioni

### Sezione Takasaki - Yokokawa
| Stazione       | Giapponese | Distanza interst. | Distanza totale | Collegamenti | Posizione | Posizione |
| -------------- | ---------- | ----------------- | --------------- | --- | --------- | --------- |
| Takasaki       | 高崎       | -                 | 0.0             | ■ Jōetsu Shinkansen ■ Nagano Shinkansen ■ Linea Hachikō ■ Linea Jōetsu ■ Linea Ryōmō ■ Linea Agatsuma ■ Linea Takasaki ■ Linea Jōshin | Takasaki  | Gunma     |
| Kita-Takasaki  | 北高崎     | 2.4               | 2.4             | | Takasaki  | Gunma     |
| Gumma-Yawata   | 群馬八幡   | 4.0               | 6.4             | | Takasaki  | Gunma     |
| Annaka         | 安仲       | 4.2               | 10.6            | | Annaka    | Gunma     |
| Isobe          | 磯部       | 7.0               | 17.6            | | Annaka    | Gunma     |
| Matsuida       | 松井田     | 5.1               | 22.7            | | Annaka    | Gunma     |
| Nishi-Matsuida | 西松井田   | 1.2               | 23.9            | | Annaka    | Gunma     |
| Yokokawa       | 横川       | 5.8               | 29.7            | Autobus JR Bus per passo Usui e Shinonoi                                                                                              | Annaka    | Gunma     |

### Sezione Karuizawa - Shinonoi
La tratta fra le due stazioni, seppur originariamente parte della linea principale Shin'etsu, è ora gestita dalla ferrovie Shinano, a cui si rimanda per ulteriori informazioni.

### Sezione Shinonoi - Nagano
Oltre ai treni locali, effettuanti tutte le fermate, sulla sezione circolano anche treni rapidi (快速?, Kaisoku) (RA) e Homeliner (ホームライナー?) (HL).
| Stazione     | Giapponese | Distanza interst. | Distanza totale | RA | HL | Collegamenti |
| ------------ | ---------- | ----------------- | --------------- | -- | -- | --- |
| Shinonoi     | 篠ノ井     | -                 | 0.0             | ●  | ｜ | Linea Shinonoi (servizi diretti per Matsumoto e Shiojiri) Ferrovia di Shinano (servizi diretti per Komoro e Karuizawa) |
| Imai         | 今井       | 2.1               | 2.1             | ▲  | ｜ | |
| Kawanakajima | 川中島     | 2.2               | 4.3             | ●  | ｜ | |
| Amori        | 安茂里     | 2.1               | 6.4             | ▲  | ｜ | |
| Nagano       | 長野       | 2.9               | 9.3             | ●  | ●  | Nagano Shinkansen Linea Shinonoi Linea Iiyama Ferrovie Shinano Linea Nagano                                            |

### Sezione Nagano - Niigata
- Tipi di treni
  - Locali: fermano in tutte le stazioni
  - Rapidi
    - "Rakuraku Trein"
    - "'Kubikino"

  - Espressi limitati
    - Hokuetsu
    - Hakutaka
    - Espresso notturno Akebono

  - Treni periodici
- Binari:  ∥：sezione a doppio binario; ∨: da qui a binario singolo; ∧: da qui a doppio binario; ◇, ◆ e｜: sezione a binario singolo (se presente "◇", i treni possono incrociarsi, in presenza di "◆" avviene lo switch back）

| Stazione                      | Giapponese   | Distanza interst. | Distanza totale | Myoko | Shin'etsu | Kubikino | Collegamenti                                                                                        | Bin. | Posizione | Posizione            | Posizione            |
| ----------------------------- | ------------ | ----------------- | --------------- | ----- | --------- | -------- | --------------------------------------------------------------------------------------------------- | ---- | --------- | -------------------- | -------------------- |
| Nagano                        | 長野         | -                 | 0.0             | ●     |           |          | Nagano Shinkansen Linea Shinonoi Linea Iiyama Ferrovie Shinano Ferrovia elettrica di Nagano         | ∥    | Nagano    | Nagano               | Nagano               |
| Kita-Nagano                   | 北長野       | 3.9               | 3.9             | ●     |           |          | | ∨    | Nagano    | Nagano               | Nagano               |
| Sansai                        | 三才         | 2.9               | 6.8             | ●     |           |          | | ◇    | Nagano    | Nagano               | Nagano               |
| Toyono                        | 豊野         | 4.0               | 10.8            | ●     |           |          | Linea Iiyama                                                                                        | ◇    | Nagano    | Nagano               | Nagano               |
| Mure                          | 牟礼         | 7.8               | 18.6            | ●     |           |          | | ◇    | Nagano    | Iizuna Kamiminochi   | Iizuna Kamiminochi   |
| Furuma                        | 古間駅       | 6.5               | 25.1            | ●     |           |          | | ｜   | Nagano    | Shinano Kamiminochi  | Shinano Kamiminochi  |
| Kurohime                      | 黒姫         | 3.8               | 28.9            | ●     |           |          | | ∧    | Nagano    | Shinano Kamiminochi  | Shinano Kamiminochi  |
| Myōkō-Kōgen                   | 妙高高原     | 8.4               | 37.3            | ●     |           |          | | ∨    | Niigata   | Myōkō                | Myōkō                |
| Sekiyama                      | 関山         | 6.4               | 43.7            | ▲     |           |          | | ◇    | Niigata   | Myōkō                | Myōkō                |
| Nihongi                       | 二本木       | 8.3               | 52.0            | ▲     |           |          | | ◆    | Niigata   | Jōetsu               | Jōetsu               |
| Arai                          | 新井         | 6.3               | 58.3            | ●     |           | ●        | | ◇    | Niigata   | Myōkō                | Myōkō                |
| Kita-Arai                     | 北新井       | 2.9               | 61.2            | ▲     |           | ▲        | | ｜   | Niigata   | Myōkō                | Myōkō                |
| Wakinoda                      | 脇野田       | 3.4               | 64.6            | ▲     |           | ▲        | | ◇    | Niigata   | Jōetsu               | Jōetsu               |
| Minami-Takada                 | 南高田       | 1.7               | 66.3            | ▲     |           | ▲        | | ｜   | Niigata   | Jōetsu               | Jōetsu               |
| Takada                        | 高田         | 2.0               | 68.3            | ●     |           | ●        | | ◇    | Niigata   | Jōetsu               | Jōetsu               |
| Kasugayama                    | 春日山       | 3.9               | 72.2            | ●     |           | ●        | | ｜   | Niigata   | Jōetsu               | Jōetsu               |
| Naoetsu                       | 直江津       | 2.8               | 75.0            | ●     | ●         | ●        | Linea principale Hokuriku (JR West)                                                                 | ∧    | Niigata   | Jōetsu               | Jōetsu               |
| Kuroi                         | 黒井         | 2.7               | 77.7            |       | ｜        | ｜       | | ∥    | Niigata   | Jōetsu               | Jōetsu               |
| Saigata                       | 犀潟         | 4.4               | 82.1            |       | ｜        | ｜       | Linea Hokuetsu Express Hokuhoku                                                                     | ∥    | Niigata   | Jōetsu               | Jōetsu               |
| Dosokohama                    | 土底浜       | 2.3               | 84.4            |       | ｜        | ｜       | | ∥    | Niigata   | Jōetsu               | Jōetsu               |
| Katamachi                     | 潟町         | 1.8               | 86.2            |       | ｜        | ｜       | | ∥    | Niigata   | Jōetsu               | Jōetsu               |
| Jōgehama                      | 上下浜       | 2.8               | 89.0            |       | ｜        | ｜       | | ∥    | Niigata   | Jōetsu               | Jōetsu               |
| Kakizaki                      | 柿崎         | 3.6               | 92.6            |       | ●         | ●        | | ∥    | Niigata   | Jōetsu               | Jōetsu               |
| Yoneyama                      | 米山         | 5.9               | 98.5            |       | ｜        | ｜       | | ∥    | Niigata   | Kakizaki             | Kakizaki             |
| Kasashima                     | 笠島         | 3.9               | 102.4           |       | ｜        | ｜       | | ∥    | Niigata   | Kakizaki             | Kakizaki             |
| Ōmigawa                       | 青海川       | 2.2               | 104.6           |       | ｜        | ｜       | | ∥    | Niigata   | Kakizaki             | Kakizaki             |
| Kujiranami                    | 鯨波         | 3.0               | 107.6           |       | ｜        | ｜       | | ∥    | Niigata   | Kakizaki             | Kakizaki             |
| Kashiwazaki                   | 柏崎         | 3.7               | 111.3           |       | ●         | ●        | Linea Echigo                                                                                        | ∥    | Niigata   | Kakizaki             | Kakizaki             |
| Ibarame                       | 茨目         | 3.0               | 114.3           |       | ｜        | ｜       | | ∥    | Niigata   | Kakizaki             | Kakizaki             |
| Yasuda                        | 安田         | 2.9               | 117.2           |       | ｜        | ｜       | | ∥    | Niigata   | Kakizaki             | Kakizaki             |
| Kitajō                        | 北条         | 2.6               | 119.8           |       | ｜        | ｜       | | ∥    | Niigata   | Kakizaki             | Kakizaki             |
| Echigo-Hirota                 | 越後広田     | 3.3               | 123.1           |       | ｜        | ｜       | | ∥    | Niigata   | Kakizaki             | Kakizaki             |
| Nagatori                      | 長鳥         | 2.7               | 125.8           |       | ｜        | ｜       | | ∥    | Niigata   | Kakizaki             | Kakizaki             |
| Tsukayama                     | 塚山         | 5.0               | 130.8           |       | ｜        | ｜       | | ∥    | Niigata   | Nagaoka              | Nagaoka              |
| Stazione di Echigo-Iwatsuka   | 越後岩塚     | 4.7               | 135.5           |       | ｜        | ｜       | | ∥    | Niigata   | Nagaoka              | Nagaoka              |
| Raikōji                       | 来迎寺       | 2.8               | 138.3           |       | ●         | ｜       | | ∥    | Niigata   | Nagaoka              | Nagaoka              |
| Maekawa                       | 前川         | 4.1               | 142.4           |       | ｜        | ｜       | | ∥    | Niigata   | Nagaoka              | Nagaoka              |
| Miyauchi                      | 宮内         | 2.6               | 145.0           |       | ｜        | ●        | Linea Jōetsu                                                                                        | ∥    | Niigata   | Nagaoka              | Nagaoka              |
| Scalo merci di Minami-Nagaoka | 南長岡       | 1.4               | 146.4           |       | ｜        | ｜       | | ∥    | Niigata   | Nagaoka              | Nagaoka              |
| Nagaoka                       | 長岡         | 1.6               | 148.0           |       | ●         | ●        | Jōetsu Shinkansen                                                                                   | ∥    | Niigata   | Nagaoka              | Nagaoka              |
| Kita-Nagaoka                  | 北長岡       | 2.5               | 150.5           |       | ｜        | ｜       | | ∥    | Niigata   | Nagaoka              | Nagaoka              |
| Oshikiri                      | 押切         | 4.4               | 154.9           |       | ｜        | ｜       | | ∥    | Niigata   | Nagaoka              | Nagaoka              |
| Mitsuke                       | 見附         | 4.5               | 159.4           |       | ●         | ●        | | ∥    | Niigata   | Mitsuke              | Mitsuke              |
| Obiori                        | 帯織         | 4.1               | 163.5           |       | ｜        | ｜       | | ∥    | Niigata   | Sanjō                | Sanjō                |
| Tōkōji                        | 東光寺       | 2.6               | 166.1           |       | ｜        | ｜       | | ∥    | Niigata   | Sanjō                | Sanjō                |
| Sanjō                         | 三条         | 3.5               | 169.6           |       | ▲         | ｜       | | ∥    | Niigata   | Sanjō                | Sanjō                |
| Higashi-Sanjō                 | 東三条       | 1.6               | 171.2           |       | ●         | ●        | Linea Yahiko                                                                                        | ∥    | Niigata   | Sanjō                | Sanjō                |
| Honai                         | 保内         | 3.8               | 175.0           |       | ｜        | ｜       | | ∥    | Niigata   | Sanjō                | Sanjō                |
| Kamo                          | 加茂         | 3.8               | 178.8           |       | ●         | ●        | | ∥    | Niigata   | Kamo                 | Kamo                 |
| Hanyūda                       | 羽生田       | 4.1               | 182.9           |       | ｜        | ｜       | | ∥    | Niigata   | Tagami Minamikambara | Tagami Minamikambara |
| Tagami                        | 田上         | 3.2               | 186.1           |       | ｜        | ｜       | | ∥    | Niigata   | Tagami Minamikambara | Tagami Minamikambara |
| Yashiroda                     | 矢代田       | 3.7               | 189.8           |       | ▲         | ｜       | | ∥    | Niigata   | Niigata              | Akiha-ku             |
| Furutsu                       | 古津         | 3.1               | 192.9           |       | ｜        | ｜       | | ∥    | Niigata   | Niigata              | Akiha-ku             |
| Niitsu                        | 新津         | 3.2               | 196.1           |       | ●         | ●        | Linea principale Uetsu Linea Ban'etsu occidentale                                                   | ∥    | Niigata   | Niigata              | Akiha-ku             |
| Satsukino                     | さつき野     | 1.5               | 197.6           |       | ｜        | ｜       | | ∥    | Niigata   | Niigata              | Akiha-ku             |
| Ogikawa                       | 荻川         | 2.3               | 199.9           |       | ｜        | ｜       | | ∥    | Niigata   | Niigata              | Akiha-ku             |
| Kameda                        | 亀田         | 4.9               | 204.8           |       | ｜        | ｜       | | ∥    | Niigata   | Niigata              | Kōnan-ku             |
| Stazione di Echigo-Ishiyama   | 越後石山     | 2.4               | 207.2           |       | ｜        | ｜       | Linea merci JR Freight per scalo merci di Niigata                                                   | ∥    | Niigata   | Niigata              | Higashi-ku           |
| P.M. di Kami-Nuttari          | 上沼垂信号場 | -                 | 209.4           |       | ｜        | ｜       | Linea merci JR Freight per Yakishima                                                                | ∥    | Niigata   | Niigata              | Chūō-ku              |
| Niigata                       | 新潟         | 4.1               | 211.3           |       | ●         | ●        | Jōetsu Shinkansen Linea Hakushin (presenti servizi diretti) Linea Echigo (presenti servizi diretti) | ∥    | Niigata   | Niigata              | Chūō-ku              |